# Moinho Cultural Sul-Americano
Moinho Cultural Sul-Americano é uma instituição não governamental, sem fins lucrativos localizada na cidade de Corumbá, Mato Grosso do Sul, Brasil. A instituição foi gerida pela ONG Instituto Homem Pantaneiro até 2011, quando seus gestores decidiram desvincular o projeto, criando o Instituto Moinho Cultural Sul-Americano, uma organização independente.

## Iniciativas
O Moinho Cultural oferece a cidadania pelo aprendizado e prática das artes, dança e música. Atende crianças e adolescentes das comunidades brasileiras e bolivianas, oferecendo atividades de aporte técnico como curso de idiomas em quatro línguas simultaneamente; acompanhamento escolar, apoio psicológico, atendimento médico e odontológico.
O Instituto desenvolve cursos de geração de renda e economia criativa destinando aos familiares dos participantes e a comunidade oportunidades de melhoria na qualidade de vida. Corte e Costura, Gastronomia (com enfoque na culinária regional), Informática e Cidadania são alguns dos cursos oferecidos à mães, pais e irmãos dos alunos do Moinho.
Atende cerca 360 crianças e adolescentes dos municípios de Corumbá, Ladário, e das cidades bolivianas de Puerto Suárez e Puerto Quijarro, com aulas diárias de música, dança, tecnologia, apoio escolar, idiomas, educação ambiental e patrimonial.
O Moinho Cultural já participou do Criança Esperança da Rede Globo em parceria com a UNESCO, que busca transformar o futuro de crianças e jovens em situação de vulnerabilidade social. Todo ano o Instituto encerra seus projetos com o Moinho in Concert um grande festival, com várias atrações para a comunidade fronteiriça.

## Prêmios e honrarias
- Prêmio Programa Voa -  AMBEV 2019.[8]
- Prêmio Melhor Grupo – Concurso Internacional de Bailado do Porto (2019) – PORTUGAL.[9][10]
- Prêmio Itaú-Unicef 2013 – Finalista Regional e Menção Honrosa no Prêmio Nacional.[11]
- Certificação “+Criança na Rio+20” – Fundação Xuxa Meneghel.[6]
- Premio Itaú-Unicef 2007 – Vencedor Regional.[12]
- Prêmio Rodrigo de Melo Franco Andrade 2007 - Instituto do Patrimônio Histórico e Artístico Nacional - IPHAN – Vencedor Nacional.[13]